# Guémar
Guémar (deutsch Gemar) ist eine französische Kleinstadt mit 1.464 Einwohnern (Stand 1. Januar 2022) im Arrondissement Colmar-Ribeauvillé im Département Haut-Rhin in der Region Grand Est (bis 2015 Elsass). Sie ist Mitglied des Gemeindeverbandes Pays de Ribeauvillé.

## Lage
Guémar liegt in der Oberrheinebene zwischen Colmar (14 km südlich) und Sélestat (10 km nördlich) und knapp 6 km östlich von Ribeauvillé am Fluss Fecht und einigen seiner Zuflüsse, darunter der Strengbach. Im Osten von Guémar fließt die Ill. Im Gemeindegebiet kreuzen sich die Autoroute A35 (Anschlussstelle 20 – Guémar) und die Départementsstraße D 106. Zwischen Ribeauvillé und Guémar liegt der Weiler Ribeauvillé Gare. Dort verläuft die Eisenbahnstrecke Straßburg–Colmar der SNCF.

## Geschichte
Der Ort wurde als Ghermari erstmals 768 von Pippin dem Jüngeren erwähnt. Im 8. Jahrhundert gehörte das Dorf den Widonen. Im Mittelalter wurde hier Fischerei betrieben, ab 1298 werden ein Hafen und ein Fischbecken erwähnt.
Seit dem 13. Jahrhundert befand sich im Ort eine viel umkämpfte Burg (siehe Burg Guémar).
Während der Zugehörigkeit des Elsass zum Deutschen Reich 1871–1918 schrieb sich die Gemeinde Gemar – gesprochen hört sich der Ortsname in beiden Sprachen nahezu identisch an. Im Jahr 1885 hatte Gemar 1219 Einwohner und war Teil des Landkreises Rappoltsweier (Ribeauvillé).

## Bevölkerungsentwicklung
| Jahr                       | 1885 | 1962 | 1968 | 1975 | 1982 | 1990 | 1999 | 2007 | 2017 |
| -------------------------- | ---- | ---- | ---- | ---- | ---- | ---- | ---- | ---- | ---- |
| Einwohner                  | 1219 | 841  | 847  | 1002 | 1051 | 1162 | 1314 | 1356 | 1384 |
| Quellen: Cassini und INSEE |      |      |      |      |      |      |      |      |      |

## Sehenswürdigkeiten
- Die Kirche Saint-Léger wurde 1741 im Barockstil erbaut. Der Turm hingegen stammt schon aus dem 14. Jahrhundert und ist der einzige Rest eines älteren Kirchenbaus. Die Turmhaube stammt von 1772.
- Das Obertor (La Porte Haute), Teil der mittelalterlichen Befestigung des Ortes, wurde um 1400 errichtet und zu Beginn des 21. Jahrhunderts restauriert. Im August 2009 waren die Arbeiten beendet.

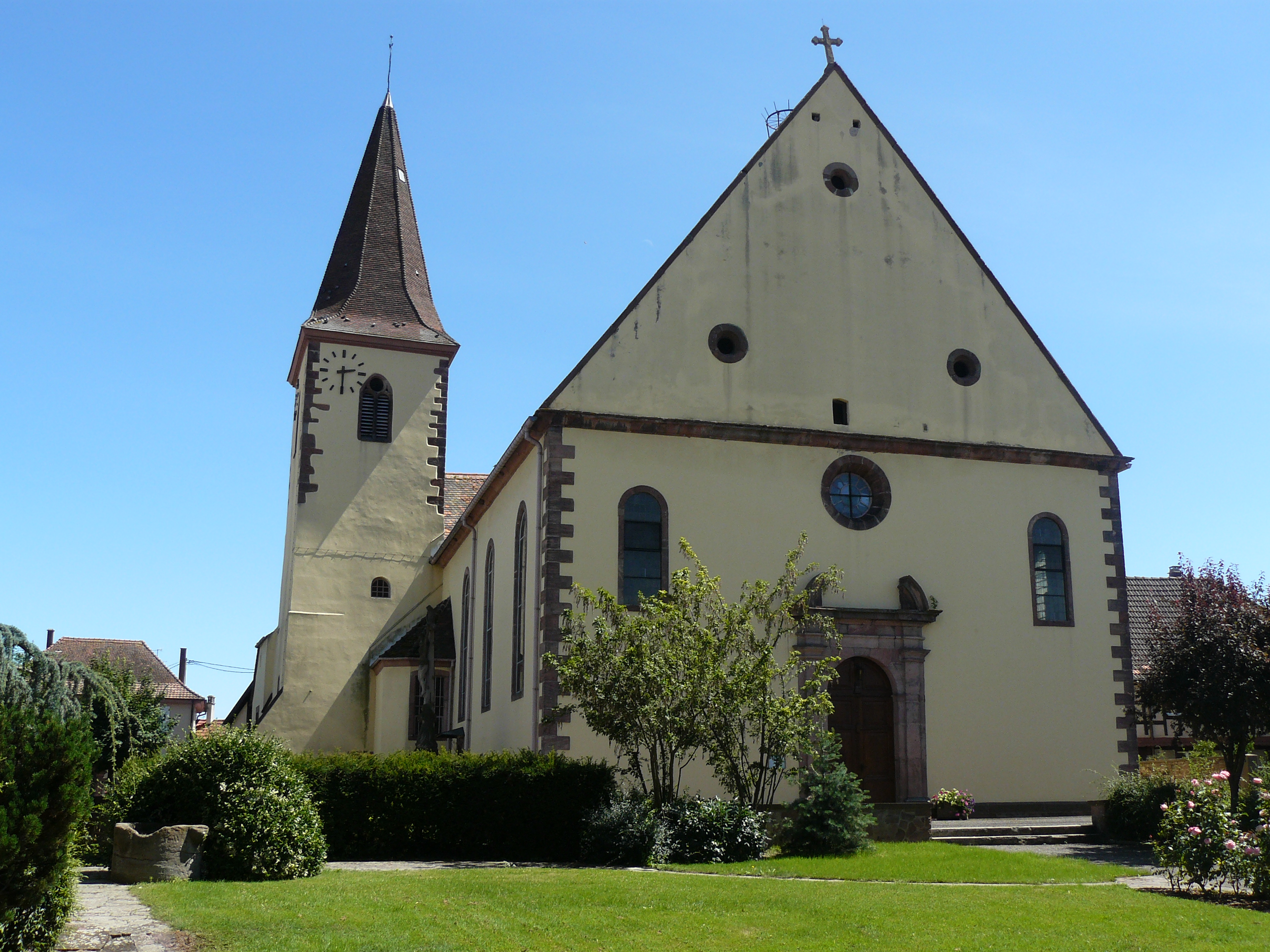
Pfarrkirche Saint-Léger
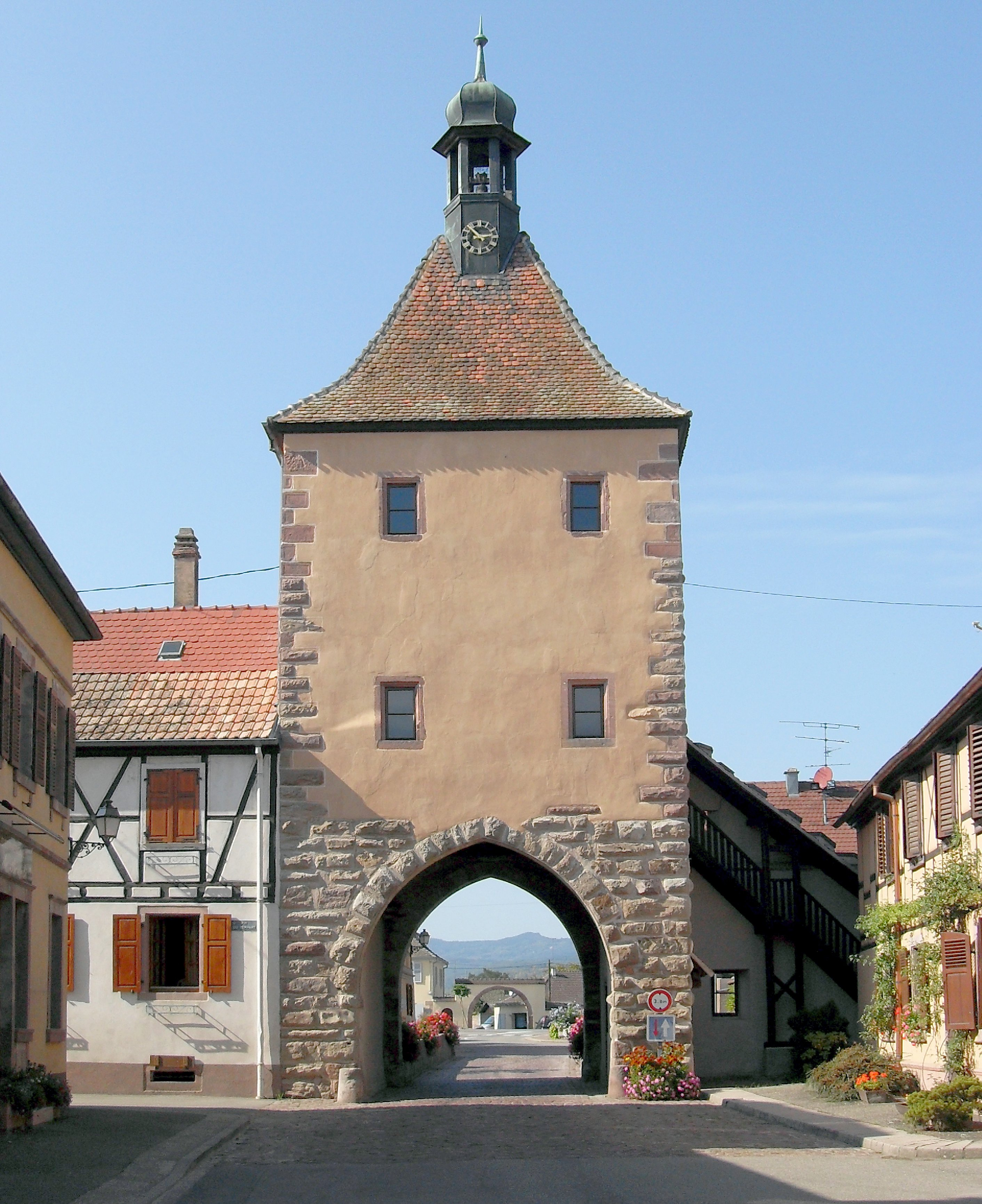
Obertor (Porte Haute)
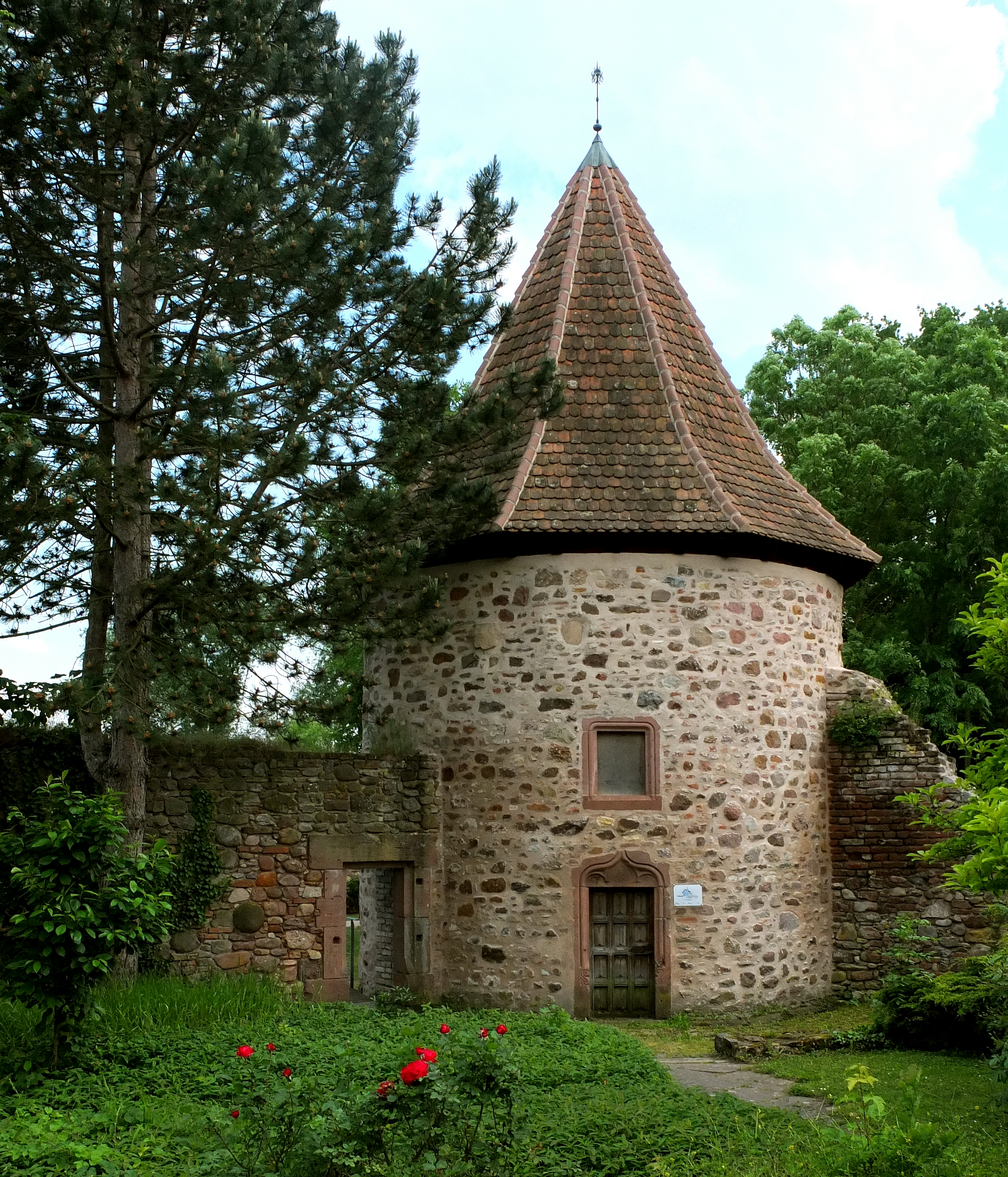
Turm der Stadtmauer
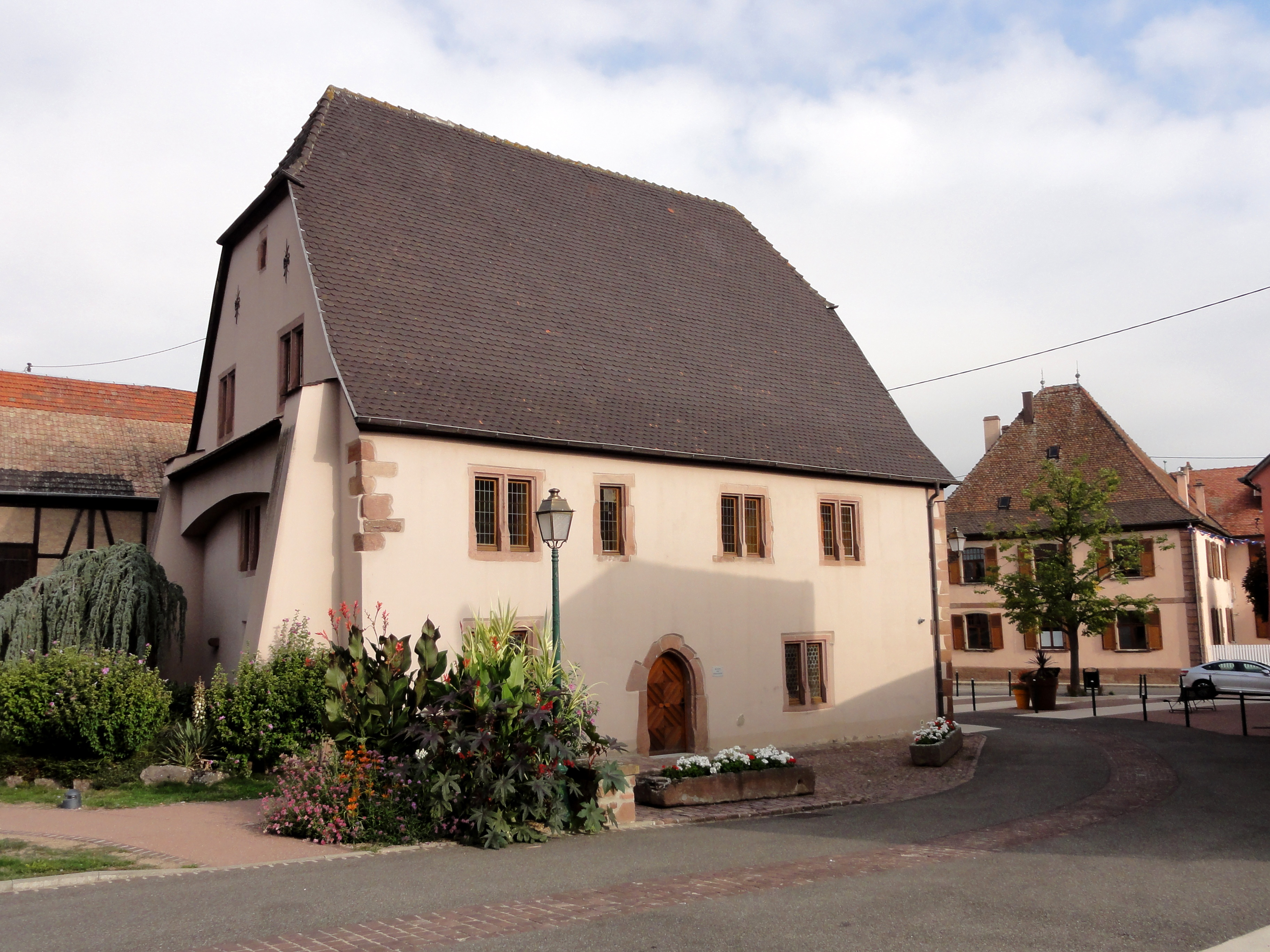
Renaissance-Haus
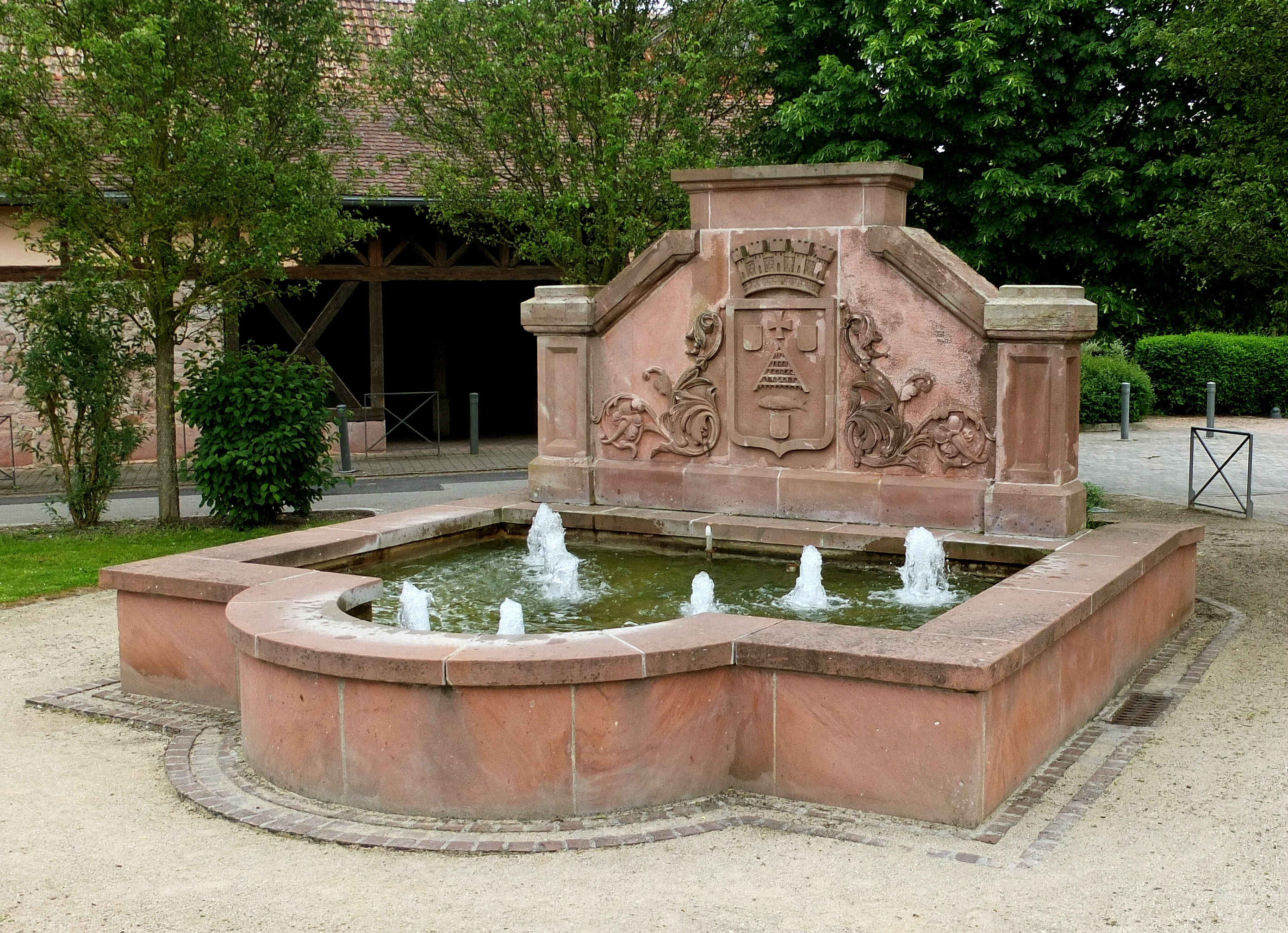
Brunnen

## Persönlichkeiten
- Leo Jud (1482–1542), Schweizer Reformator elsässischer Herkunft, in Guémar geboren
- Friedrich Wilhelm Schmuck (1638–1721), Drucker, Verleger, in Gemar geboren, gestorben in Straßburg